# Manuela Giugliano
Manuela Giugliano   (Castelfranco Veneto, 18 d'agost de 1997) és una futbolista italiana, migcampista de la Roma, de la qual és sotscapitana, i de la selecció italiana.

## Carrera

### Club
Criada en una família d'esportistes a la província de Nàpols, on tant el seu pare (que jugava a la Sèrie D amb l'Afragolese) com el seu germà jugaven a futbol, Manuela Giugliano va començar a fer les seves primeres aparicions a l'equip juvenil mixt a Istrana, on va jugar fins als 13 anys, abans de passar al seu primer equip totalment femení, el Barcon, debutant a la Sèrie C, l'aleshores tercer nivell del campionat italià de futbol femení.
Després de dues temporades, l'estiu del 2013 va aprofitar l'oportunitat que li oferia Graphistudio Pordenone per a la temporada següent i debutar així a la Sèrie A. Amb la samarreta verd-i-negra va debutar al campionat ja a la 1a jornada, el 28 de setembre, durant els últims minuts del partit guanyant al Chiasiellis per 2-0, quan l'entrenador Fabio Toffolo va ordenar el canvi per Rossella Cavallini. En la mateixa temporada, el 12 d'abril de 2014 va marcar el seu primer gol a la Sèrie A, en la 26a i última jornada del campionat, fixant el resultat al minut 73 en el 3-0 final davant els rivals de Como 2000, conseguint la 7ena posició i la consegüent fàcil salvació al campionat així com la classificació als vuitens de final de la Copa d'Itàlia.
L'estiu del 2014 va deixar els friüls per incorporar-se al Torres.
L'estiu de 2015, després de la manca de inscripció del Torres a la Sèrie A, Giugliano va arribar a un acord amb el club Mozzanica per vestir la samarreta blanca i blava per a la temporada següent. Amb l'equip del central homònim de la zona de Bèrgam només va jugar una temporada, ajudant a mantenir durant molt de temps la primera posició de la classificació gràcies també als seus 10 gols, en 15 partits, marcats al campionat, segona només per darrere del la davantera Valentina Giacinti (32 gols), però que no van poder evitar que el Mozzanica, caigués a la quarta posició en l'últim tram del campionat.
Durant el mercat de fitxatges d'estiu de 2016, l'Atlético de Madrid va anunciar que havia contractat Giugliano, la primera experiència internacional de l'atleta venecià, que vestiria la samarreta del club madrileny a Primera Divisió. El setembre de 2016 va deixar l'Atlético de Madrid per tornar a Itàlia i incorporar-se a AGSM Verona.
A finals de juliol de 2017 va arribar a un acord amb el Brescia per a la temporada 2017-2018.
Després de la seva experiència al club del Brescia, la futbolista va ser fitxada pel club rossoneri Milà el 10 de juliol de 2018.
També va romandre a Milà només una temporada, passant a la Roma, un altre equip de la Sèrie A, l'estiu del 2019. En el seu segon any amb el club de la capital va guanyar el seu primer gran trofeu, la Copa d'Itàlia 2020-2021, superant la Juventus a la semifinal i el Milan als penals després d'un empat a 0 a la final (va marcar el primer gol de la tanda de penals).
La temporada 2022-2023, Giugliano va jugar a la Lliga de Campions, el debut absolut de la Roma a les copes d'Europa, aconseguint una classificació històrica per als quarts de final. A més, va contribuir a la victòria de la Supercopa d'Itàlia i al campionat, el primer títol nacional de la història de la Roma.
El novembre de 2023, va guanyar el premi AIC com a futbolista del mes, gràcies a les seves actuacions en la primera part de la temporada.

### Selecció

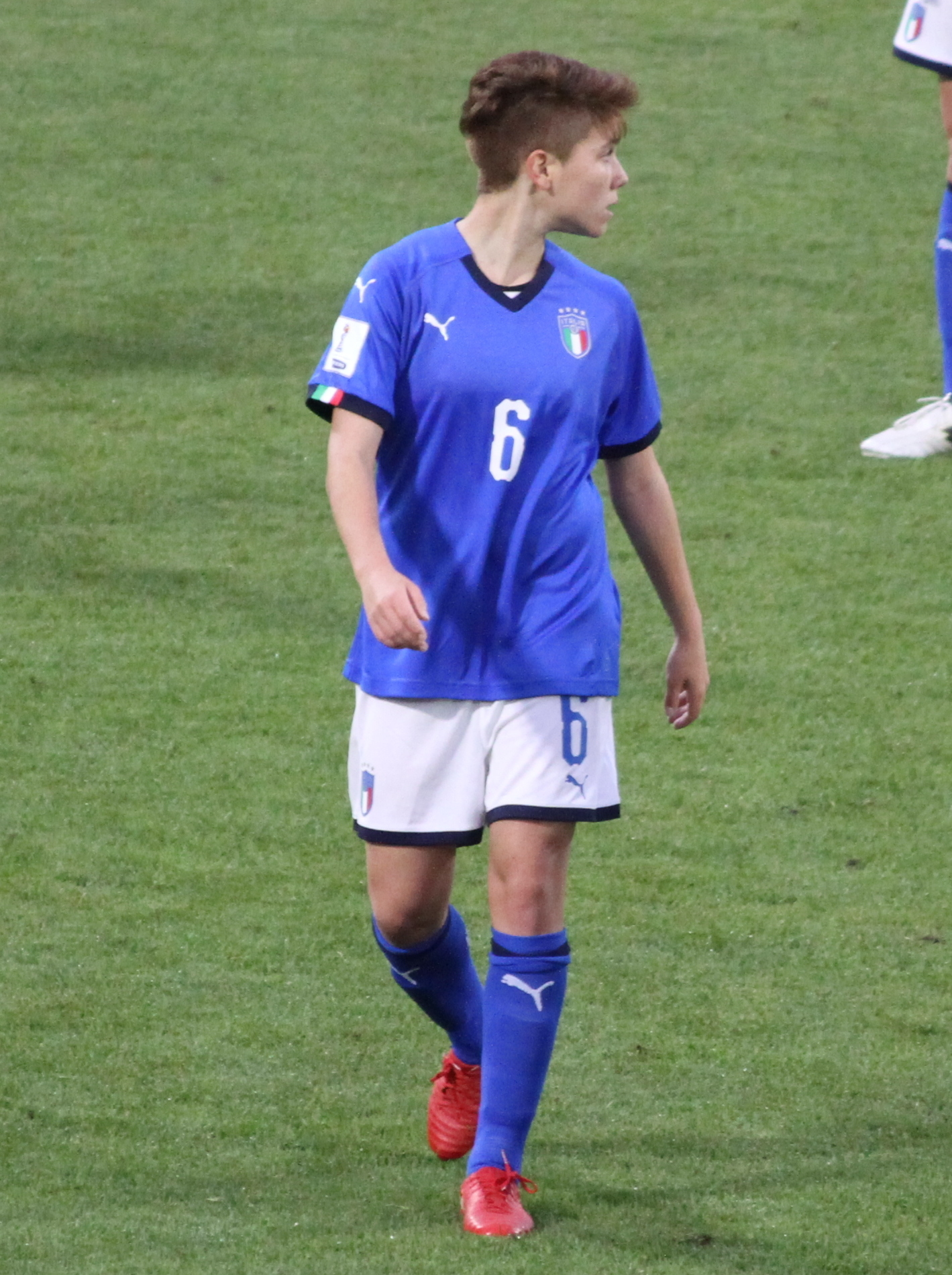
Manuela Giugliano durant el partit Itàlia - Bèlgica (2-1) el 2019

L'estiu del 2012 va estar entre les 25 convocades pel Coordinador de les Seleccions Nacionals Juvenils Femenines Corrado Corradini a la trobada de Norcia que permetria al cos tècnic dirigit per l'entrenador Enrico Sbardella escollir l'equip que s'enfrontaria a la classificació per a la Campionat d'Europa de Categoria 2013, on les Azzurrins, inclosos al Grup 2, havien de competir contra les seleccions nacionals de la mateixa edat d'Anglaterra, Irlanda del Nord i Israel. Amb la samarreta blava va debutar a Belfast el 10 de setembre de 2012, en el partit Itàlia va guanyar 5-0 a Israel amb un doblet d'ella i Francesca Pittaccio i un autogol de l'israeliana Shahar Nakav.
El 2014 va ser seleccionada per representar Itàlia a la selecció sub-19 a les eliminatòries per al Campionat d'Europa de 2015. El debut va tenir lloc al Şehir Stadium d'İnegöl, Turquia, el 13 de setembre de 2014, durant el partit jugat contra el mateix grup d'edat de la selecció turca i guanyat per les italianes per 1-0 amb un gol marcat per la mateixa Giugliano al minut 59.
L'any 2015 l' entrenador Antonio Cabrini la va convocar per vestir la samarreta de la selecció absoluta, incloent-la a la plantilla que va afrontar les eliminatòries per al campionat d'Europa 2017. El seu debut en una competició de la UEFA va tenir lloc el 18 de setembre de 2015 a l'estadi Alberto Picco de La Spezia, quan va sortir al camp com a titular en la victòria per 6-1 contra Geòrgia, marcant el 2-1 al minut 23. El novembre de 2016 va ser inclosa per Cabrini a la llista de convocades per al Torneig Internacional de Manaus 2016, programat del 7 al 18 de desembre de 2016.
Va formar part de les 23 jugadores convocades per la comissària tècnica Milena Bertolini per al campionat del món de França 2019, en què Itàlia va tornar a la fase final després de vint anys d'absència i que va acabar amb una classificació històrica per a la quarts de final després de superar un grup difícil que incloïa Brasil i Austràlia, a costa d'aquesta última.
Fixa de la selecció, encara que no sempre titular, també participa en el campionat d'Europa de 2022, que Itàlia acaba en l'últim lloc del seu grup amb només un punt (gràcies a l'empat 1-1 amb Islanda), sent així eliminades a la primera ronda.

## Palmares

### Club
- Supercoppa italiana: 2

Brescia: 2017
Roma: 2022
- Coppa Italia: 1

Roma: 2020-2021
- Lliga italiana: 1

Roma: 2022-2023

### Individual
- Pallone Azzurro: 1

2015
- Gran Galà del calcio AIC: 5

Futbolista de l'any: 2019
Equip de l'any: 2019, 2020, 2021
Gol de l'any: 2023
- Premi Bulgarelli Número 8: 1

Millor futbolista de la Sèrie A: 2021-2022